# Sycodorus hystrix
Sycodorus hystrix és una espècie d'esponja calcària, marina i amb espícules formades per carbonat de calci. L'esponja és l'única espècie del gènere Sycodorus, de la família Grantiidae. El nom científic de l'espècie va ser publicat per primera vegada el 1870 per Ernst Haeckel.